# Björnlunda socken
Björnlunda socken i Södermanland ingick i Daga härad, ingår sedan 1992 i Gnesta kommun och motsvarar från 2016 Björnlunda distrikt. 
Socknens areal är 117,21 kvadratkilometer, varav 97,50 land. År 2000 fanns här 1 396 invånare. Godsen Älghammar och Jakobsbergs säteri samt tätorten Björnlunda och sockenkyrkan Björnlunda kyrka ligger i socknen.  

## Administrativ historik
Björnlunda socken har medeltida ursprung. 
Vid kommunreformen 1862 övergick socknens ansvar för de kyrkliga frågorna till Björnlunda församling och för de borgerliga frågorna till Björnlunda landskommun. Landskommunen uppgick 1952 i Daga landskommun som 1974 uppgick i Nyköpings kommun där denna del 1992 utbröts och överfördes till Gnesta kommun. Församlingen uppgick 2006 i Daga församling.
1 januari 2016 inrättades distriktet Björnlunda, med samma omfattning som församlingen hade 1999/2000.
Socknen har tillhört län, fögderier, tingslag och domsagor enligt vad som beskrivs i artikeln Daga härad. De indelta soldaterna tillhörde Södermanlands regemente, Nyköpings och Gripsholms kompanier.

## Geografi
Björnlunda socken ligger öster om sjön Båven med Storsjön i nordost och Likstammen i söder. Socknen har omväxlande odlingsbygd och skogsbygd där skogsbygden dominerar i sydväst.
Socknen genomkorsas av riksväg 57 samt länsväg 223. Västra stambanan passerar, i öst-västlig riktning.
Säterier har funnits i Bjursnäs, Böle (Ullaberg), Dagsnäs, Kleva, Löta (Jakobsberg), Videby (Videbynäs), Vänga, Ånhammar (Ekhov) och Elghammar. Enligt en gammal tradition skall norrgården i Norrby varit prästgård, men under 1500-talet var dock Lådra och Åttersta prästgård. 1602 anslogs i stället Björndal strax söder om kyrkan till prästgård. Militärboställen har funnits vid Vänga för kaptenen och kompanicehfen vid Gripsholms kompani av Södermanlands regemente. Fanjunkaren vid samma kompani bodde vid Torvsäter, fänriken vid Smesta, en trumslagare vid Bresäter och en pipare vid Kjesäter. Stora Mälby var länsmansboställe.
Socknen har idag ett par större byar; Önnersta, Norrby och Axala. Historiskt har åtskilligt fler byar funnits. Hit hör byn vid Elghammar och Björnlunda kyrkby. Byarna har genom uppköp och skiften upphört. Önnersta och Norrby höll med gästgiveri fram till stambanans framdragande 1862 då ett nytt gästgiveri placerade vid Skenda i nuvarande Björnlunda. Både Önnersta och Norrby gästgiveri finns omnämnda i Erik Dahlberghs dagbok från 1600-talet.
År 1929  fanns 2 885 hektar åker och 6 352 hektar skogs- och hagmark.

### Geografisk avgränsning
Björnlunda sockens sydligaste punkt ligger på Högholmarna ungefär mitt i sjön Likstammen (25 m ö.h.). På denna punkt ligger ett "tresockenmöte" mellan Björnlunda-Ludgo-Frustuna socknar.
I öster avgränsas Björnlunda av Frustuna socken. Gränsen går från Högholmarna i stort sett rakt norrut genom Axalaviken av Likstammen och passerar invid Töle kvarn och genom den lilla sjön Hjälmsjön (26 m ö.h.) och når efter ca 12 km "tresockenmötet" Björnlunda-Frustuna-Gåsinge, som ligger i södra delen av Storsjön (10 m ö.h.) några hundra meter nordväst om Kolkeholme. Härifrån gränsar Björnlunda i nordost och norr mot Gåsinge socken på en sträcka av cirka 11 km. Gränsen passerar bl.a. över berget Huldeborg (72,6 m ö.h.).
"Tresockenmötet" Björnlunda-Gåsinge-Gryt ligger i nordväst, i sjön Nedre Gällringen (21,9 m ö.h.) Gränsen mellan Björnlunda och Gryts socken i väster går från Nedre Gällringen söderut och ut i Inbåven ca 1 km nordväst om Ullaberg. Vattengränsen mot Gryt är ca 3 km lång. På Häradsholmen ligger "fyrsockenmötet" Björnlunda-Gryt-Hyltinge-Ludgo. Socknen avgränsas härifrån i sydväst av Ludgo socken. Gränsen går mot sydost genom Klevasundet och passerar över Marö och löper från byn Sjöhagen vid Penningbyviken av Båven över land, genom Dalsätterssjön, åter över land till Likstammen och fram till Högholmarna. Sjön Lockvattnet (25,8 m ö.h.) ligger i sydväst mellan Björnlunda och Båven. Vid Lockvattnets norra strand ligger Älghammars slott.

## Fornlämningar
De flesta fornlämningar ligger på ett större antal gravfält från yngre järnåldern. Från bronsåldern härstammar spridda gravar samt mindre gravfält. Vidare finns tre fornborgar och sju runristningar. Dessutom har man anträffat skålgropar inom socknen. Björnlundasvärdet har påträffats inom socknen. Se även Södermanlands runinskrifter 2 och Södermanlands runinskrifter 7.

## Bilder

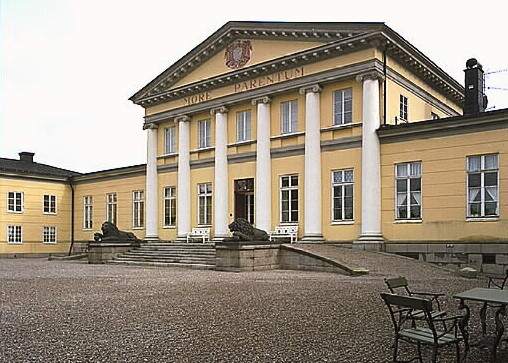
Älghammars slott.
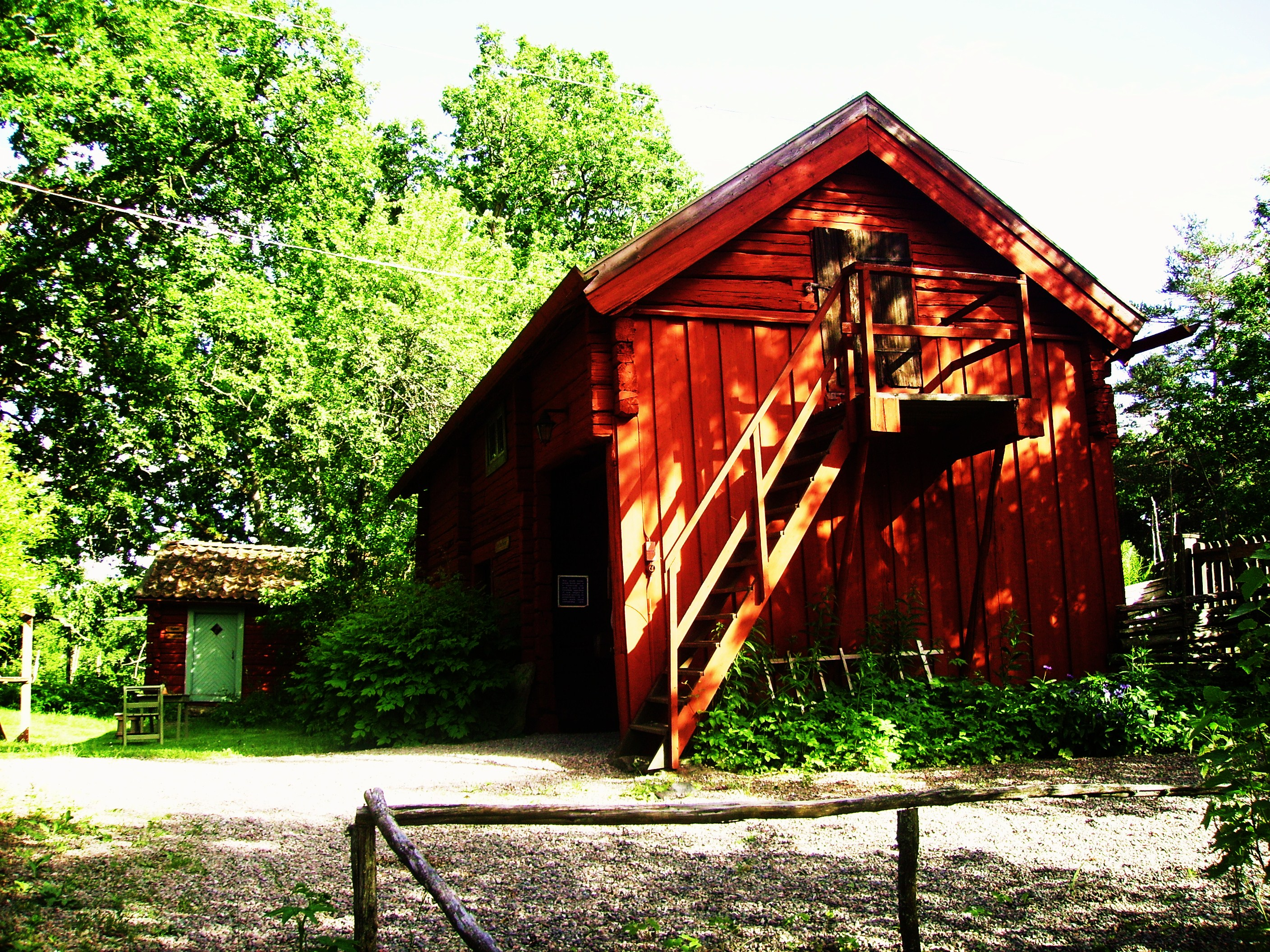
Björnlunda hembygdsgård.
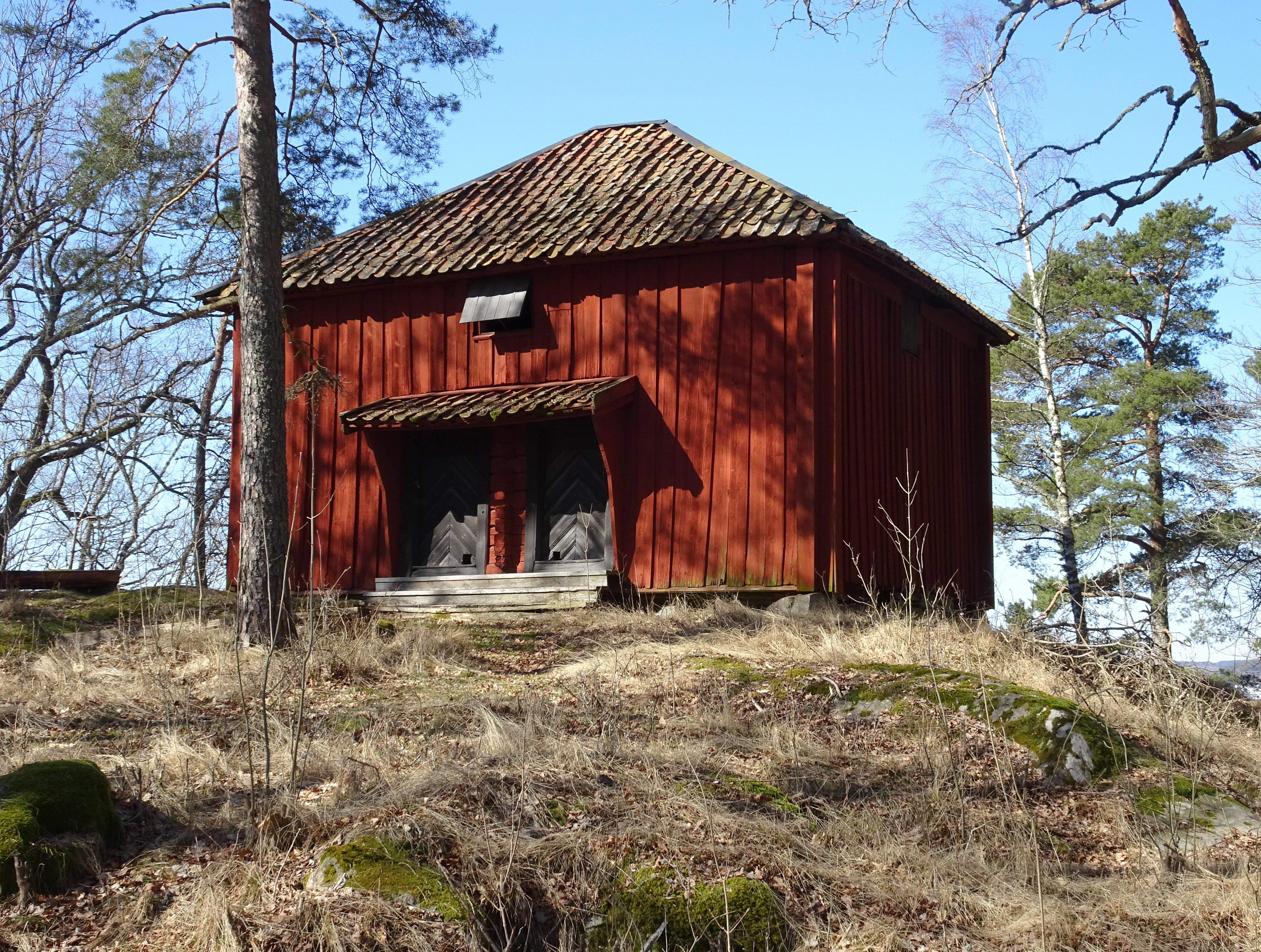
Fataburen från 1600-talet vid Bjursnäs.
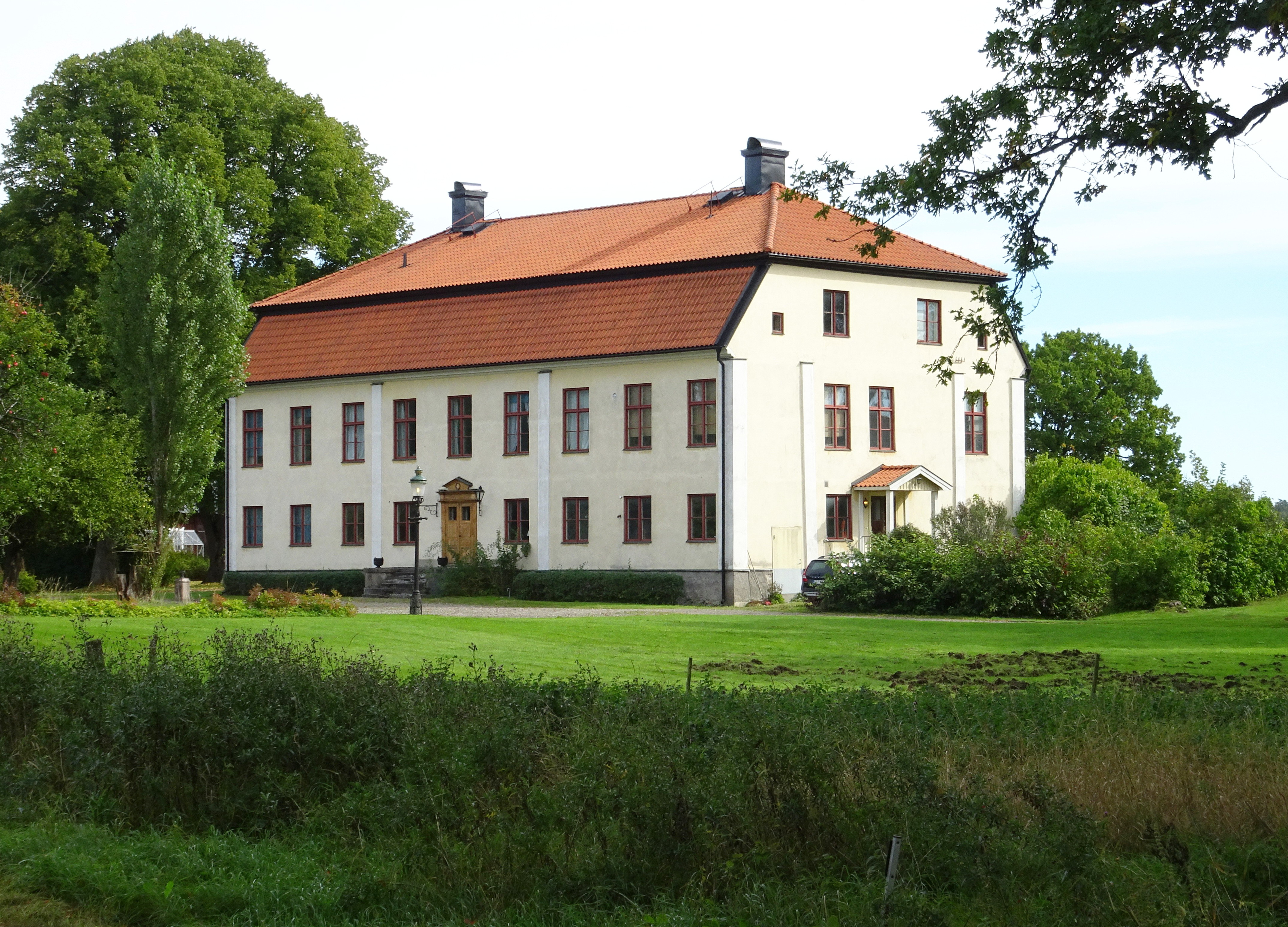
Ekhov med anor från 1500-talet.

## Namnet
Namnet (1314 Biornlundum) kommer från kyrkbyn. och innehåller björn och lund, 'skogsdunge'.